# Periscyphis laticarpus
Periscyphis laticarpus is een pissebed uit de familie Eubelidae. De wetenschappelijke naam van de soort is voor het eerst geldig gepubliceerd in 1989 door Taiti & Ferrara.